# Älgasjön (Ekeberga socken, Småland)
Älgasjön är en sjö i Lessebo kommun i Småland och ingår i Ronnebyåns huvudavrinningsområde. Sjön har en area på 0,262 kvadratkilometer och ligger 198 meter över havet. Sjön avvattnas av vattendraget Lesseboån (Fagerhultsån). Vid provfiske har abborre och mört fångats i sjön.

## Delavrinningsområde
Älgasjön ingår i det delavrinningsområde (630403-147101) som SMHI kallar för Inloppet i Läen. Medelhöjden är 224 meter över havet och ytan är 67,05 kvadratkilometer. Det finns ett avrinningsområde uppströms, och räknas det in blir den ackumulerade arean 92,05 kvadratkilometer. Lesseboån (Fagerhultsån) som avvattnar avrinningsområdet har biflödesordning 2, vilket innebär att vattnet flödar genom totalt 2 vattendrag innan det når havet efter 94 kilometer. Avrinningsområdet består mestadels av skog (80 %) och sankmarker (10 %). Avrinningsområdet har 1,91 kvadratkilometer vattenytor vilket ger det en sjöprocent på 2,9 %. Bebyggelsen i området täcker en yta av 0,38 kvadratkilometer eller 1 % av avrinningsområdet.